# Gishanju-See
Der Gishanju-See liegt in der Ostprovinz von Ruanda innerhalb des Akagera-Nationalparks.

## Geographie
Die Nordseite des Sees gehört zum Sektor Rwimbogo im Distrikt Gatsibo, wohingegen ein kleinerer Anteil im Süden zum Sektor Murundi des Distrikts Kayonza gehört. Südlich des Sees befindet sich der größere Hago-See. Beide sind Teil einer Gruppe von Seen beidseitig des Kagera-Nils und innerhalb der Akagera-Sümpfe. Die meisten der Seen sind jedoch nicht dauerhaft mit dem Kagera-Nil verbunden. Dies geschieht während der zweimal jährlich auftretenden Regenzeit und auch viele kleine saisonal auftretende Wasserläufe fließen dann in die Seen. Der Wasserstand variiert somit um etwa 1 bis 1,5 Meter. Der jährliche Gesamtniederschlag in der Region liegt bei 650 bis 900 mm.

## Fauna
In den Seen des Akagera-Nationalparks leben Flusspferde und Krokodile. Zudem suchen die im Park vorkommenden Säugetiere wie zum Beispiel die Afrikanische Elefanten, Kaffernbüffel, Zebras und Schwarzfersenantilopen die Seen zum Trinken auf.